# 紅尾棘金眼鯛
紅尾棘金眼鯛，又稱金眼擬棘鯛、红尾拟棘鲷，為輻鰭魚綱金眼鯛目金眼鯛亞目金眼鯛科的其中一種。

## 分布
本魚分布於台灣南部海域。

## 深度
水深120至150公尺。

## 特徵
本魚體稍高而側扁，呈長橢圓形，頭大，側扁，身體及尾鰭紅色，尾鰭深分叉；背鰭單一，無缺刻，具硬棘6枚，軟條13枚，背鰭基底長於臀鰭基底；臀鰭起始於背鰭基底後部，具硬棘4枚，軟條16枚。口大而斜裂，上頜骨後端不及眼後緣，下頜稍突出；上下頜、鋤骨及腭骨均具絨毛狀齒。體長可達20公分。體被櫛鱗；側線鱗59至64枚。

## 生態
為底棲性魚類，相當罕見，以小型甲殼類及魚類為食。

## 經濟利用
食用魚，肉質細緻鮮美，甚受歡迎，煎烤煮炸皆宜，但產量少。